# Exobiographie
Exobiographie, ce sont les mémoires de René de Obaldia, publiés le 28 avril 1993 aux éditions Grasset et ayant reçu le prix Novembre la même année.

## Éditions
- Exobiographie, éditions Grasset, 1993  (ISBN 2-246-34021-7)